# Dracophilus
Dracophilus (лат.) — род суккулентных растений семейства Аизовые (Aizoaceae), произрастающий на территории Капской провинции ЮАР и Намибии.

## Название
Родовое латинское (научное) название Dracophilus образовано от греческих слов drakon — «дракон» или «змея», и philos — «друг». Название связано с местом обнаружения типового вида на Drachenberg (нем. Drachen — «дракон»), расположенном на юго-западе Намибии.
Из-за отсутствия официального русскоязычного названия рода в авторитетных источниках, вероятное произношение на русском языке может быть сформировано как «Дракофилюс» или «Дракофилус».

## Ботаническое описание

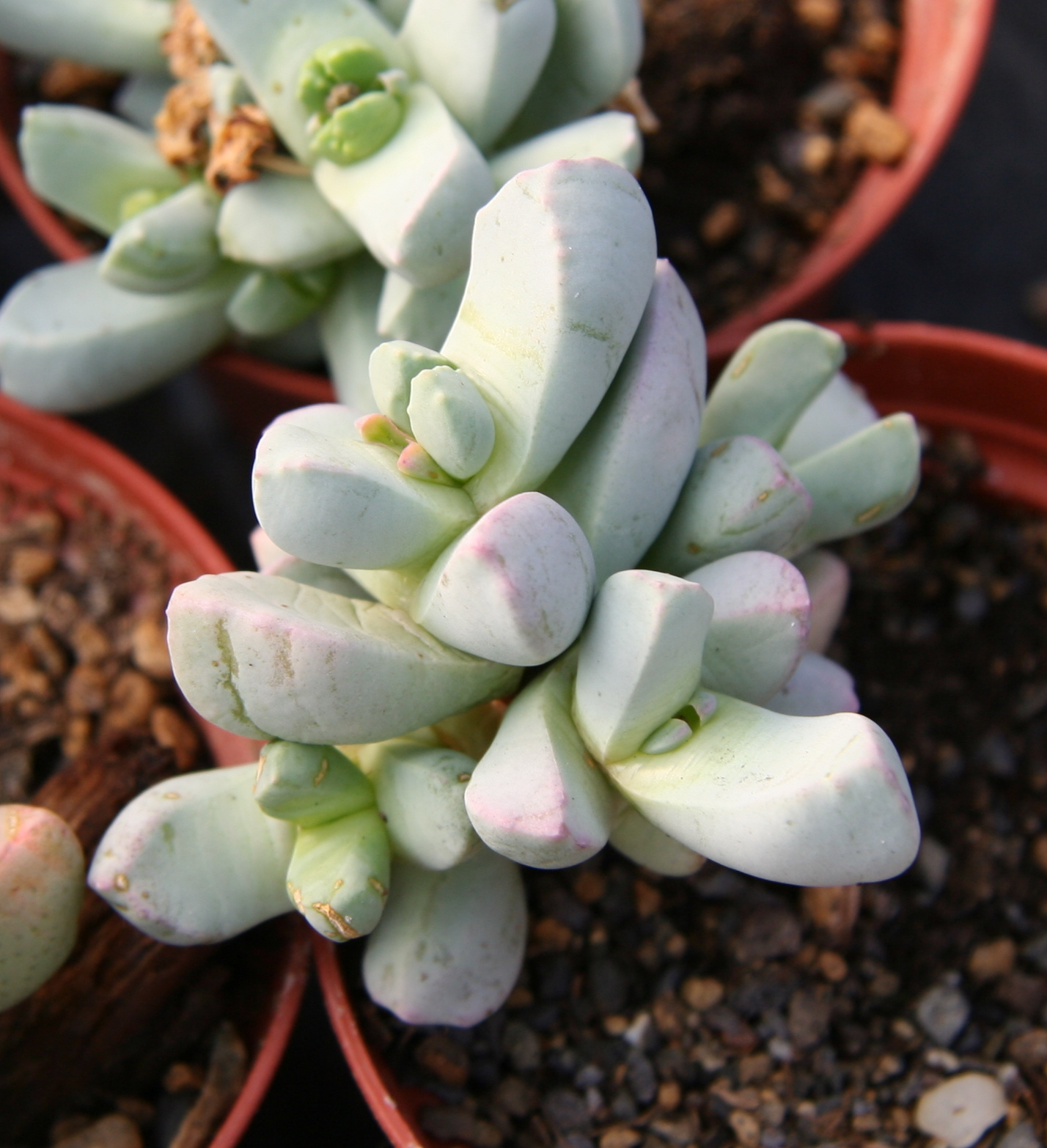
Dracophilus dealbatus в культуре

Представители рода – компактные миниатюрные многолетники, образующие плотные невысокие куртины, достигающие высоты около 30 см. Листья супротивные, тройчатые, объединенные у основания. Они имеют длину около 5 см и ширину около 1,5 см, сверху слегка сплюснутые, от серого до голубовато-зеленого оттенка, с редкими зубчиками на краях.
Цветки расположены в верхней части стебля, одиночные, примерно 3 см в диаметре, держатся на цветочных стебельках примерно 2,5 см в длину. Они раскрываются поздно днем и остаются открытыми до ночи, имеют запах меда. Чашелистиков 5, практически одинаковой длины, с закругленными концами. Лепестки расположены в двух или трех рядах, свободные, примерно одинаковой длины с чашелистиками, с изогнутыми кончиками, окрашены от белого до розового цвета. Тычинки сгруппированы в центральный конус, у основания обладают волосатыми нитями. Нектарник имеет зубчатое кольцо. Завязь погружена с выступающим центром; нектарные железы окружают стебель, имея зубчатую форму; семенные клетки располагаются на стенках завязи; рыльца в количестве 8-11(14) имеют форму иглы, полусогнутые и отогнутые. Плод представляет собой коробочку с 8-11(14) отделениями, напоминающую плоды растений рода Titanopsis. Семена грушевидные, серовато-коричневые.

## Таксономия
Dracophilus (Schwantes) Dinter & Schwantes, первое упоминание в Möller's Deutsche Gärtn.-Zeitung 42: 187. 1927. Род входит в подсемейство Ruschioideae.

### Синонимы[7]
- Juttadinteria subgen. Dracophilus Schwantes

### Виды
Согласно данным сайта «Список растений Мировой флоры онлайн» на июнь 2023 года, род состоит из 2 видов:
- Dracophilus dealbatus (N.E.Br.) Walgate
- Dracophilus delaetianum (Dinter) Dinter & Schwantes